# Spånga IS FK
Spånga IS Fotboll är en fotbollsklubb i Spånga som ligger i nordvästra delen av Stockholm. Spånga idrottssällskap (SIS) bildades den 6 september 1929. Fotbollssektionen bröt sig ur idrottssällskapet 1990 och bildade Spånga IS Fotboll.

## Klubben
Idag är klubben en av Stockholms tio största fotbollsklubbar, med cirka 1 500 medlemmar. Klubben spelade mellan 1991 och 1994 i divisionen under Allsvenskan, division 1, den serie som idag motsvaras av Superettan. A-laget spelar sina hemmamatcher på Spånga IP. Säsongerna 1980 och 1981 var före detta förbundskapten, nuvarande U-21-förbundskapten, Tommy Söderberg huvudtränare för klubben. Säsongen 2008 lyckades laget efter kvalspel mot Heby och Kvarnsveden ta sig upp till division 2.

## Tidigare spelare
Tidigare spelare i klubben som är värda att nämna är Emil Bergström, Birger Eklund, Per Lövfors, Arne Arvidsson, Gösta "Knivsta" Sandberg, Hans Backe, Lars Sandberg, Mohamed Kallon, Göran Marklund, Stefan Bergtoft, Jani Lyyski och Isak Dahlin.